# عمارت شاهی
عمارت شاهی تاکستان از بناهای تاریخی استان قزوین است و در دوره پهلوی اول به عنوان استراحتگاه رضاشاه ساخته شد. امروزه از این بنا بعنوان بانک ملی تاکستان استفاده می‌شود. این مکان در تاریخ ۲۰ آبان ۱۳۷۷ با شمارهٔ ثبت ۲۱۵۶ به عنوان یکی از آثار ملی ایران به ثبت رسیده است.

## معماری بنا
عمارت شاهی تاکستان دارای پلان مستطیل و دارای هشت ستون باربر می‌باشد که ستون‌های دوگانه ایوان ورودی اصلی بانک علاوه بر کاربری جنبه تزئینی نیز دارد. در جهت‌های مختلف، پنجره‌های متعددی که از بالای ازاره بنا شروع شده و تقریباً تا انتهای بنا ادامه می‌یابد جهت تأمین نور فضای داخلی تعبیه شده است. مصالح بنا آجر و ملاط گل می‌باشد و جهت ایجاد پوشش شیبدار شیروانی از چوب و ورقهای آبکاری شده استفاده کرده‌اند. بنای بانک ملی تاکستان مربوط به اوایل دوره پهلوی است و در تاکستان، خیابان امام، چهارراه بانک ملی واقع شده است. این بنا در تاریخ ۲۰ آبان ۱۳۷۷ با شمارهٔ ثبت ۲۱۵۶ به عنوان یکی از آثار ملی ایران به ثبت رسیده است.

## جاهای دیدنی اطراف عمارت
موزه مردم‌شناسی تاکستان در محل اداره میراث فرهنگی شهرستان تاکستان واقع در خیابان امام دایر است. آثار موجود در این موزه شامل اقلام و ادوات مورد استفاده مردم گذشته منطقه بوده که بازدید از آن رایگان است.